# کمپ شورابک
کمپ شورابک یا کمپ باستیون (به انگلیسی: Camp Bastion) یک فرودگاه در کشور افغانستان است. از این فرودگاه در سابق به عنوان پایگاه هوایی ارتش سابق بریتانیا که در شمال غربی شهر لشکرگاه در ولایت هلمند در افغانستان واقع شده‌است استفاده می‌شد. این فرودگاه در ۲۷ اکتبر ۲۰۱۴ توسط ارتش بریتانیا به وزارت دفاع افغانستان تحویل داده شد. این پایگاه برای ارتش ملی افغانستان سربازخانه دارد.

## ابهام در نقشه‌های گوگل
کمپ شوراباک که یک منطقه دورافتاده از ولایت هلمند کشور افغانستان بوده که هیچ‌گاه نمای واضحی از آن در نقشه‌های ماهواره‌ای مشاهده نشده و آن را به عنوان یکی از نقاط مرموز گوگل ارث می‌شناسند. .